# Hold Me in Your Arms (singolo)
Hold Me in Your Arms è un singolo del cantante inglese Rick Astley, pubblicato nel 1989 e presente come decimo brano nell'omonimo album Hold Me in Your Arms. Il singolo ha raggiunto la decima posizione nella classifica inglese Official Singles Chart.
Nel lato B del disco è presente una canzone chiamata I Don't Want to be Your Lover.

## Tracce

### 7" single
1. Hold Me in Your Arms - 4:32
2. I Don't Want to Be Your Lover - 3:58

## Classifiche
| Classifica (1989) | Posizione massima |
| ----------------- | ----------------- |
| Australia         | 77                |
| Irlanda           | 7                 |
| Germania          | 32                |
| Regno Unito       | 10                |